# Janice Baird
Janice Baird  (née le 10 janvier 1963 à New York) est une chanteuse soprano américaine.

## Biographie
Janice Baird vient d'une famille de musiciens. Elle y étudie la musique, la flûte traversière et le chant avant d'étudier la comédie au HB Actor’s Studio à New York. Après ses débuts comme mezzo-soprano dramatique, elle est remarquée par des lieux de spectacle plus importants. Elle commence sa carrière comme soprano avec un succès éclatant. Par ses études intensives avec Astrid Varnay et des cours de maître avec Birgit Nilsson elle acquiert finalement le répertoire dramatique, avec lequel elle pose la première pierre de sa carrière internationale.
Elle chante dans le répertoire des sopranos dramatiques. Son interprétation des grandes héroïnes de Richard Wagner et Richard Strauss fait sensation au niveau international. Madame Baird combine sa grande capacité vocale avec un jeu expressif et est considérée aujourd’hui comme une des actrices les plus intenses du monde de l’opéra.[réf. nécessaire]
Elle a connu des grands succès comme Elektra au Théâtre du Capitole de Toulouse et au Teatro de la Maestranza Séville - mise en scène de Nicolas Joel - à Rome, Essen, Bilbao et à Semperoper (Dresde). En décembre 2003, elle triomphe dans ce rôle à la première à l'Opéra de Zurich sous la direction musicale de Christoph von Dohnányi et la mise en scène de Martin Kušej.
À l'Opéra de Vienne elle a fait son début comme Salome, un rôle qu'elle a aussi interprété à plusieurs reprises à l'Opéra de l'État de Berlin et à l'Opéra de Leipzig, la salle Pleyel à Paris, au New National Theatre à Tokyo et en février 2003 au Teatro Carlo Felice de Gênes, comme en avril 2005 à Palerme.
En 2006/2007 elle a fait son début comme la teinturière dans La Femme sans ombre au Théâtre du Capitole de Toulouse et Isolde dans Tristan und Isolde au Théâtre du Capitole de Toulouse, au Staatsoper de Hambourg et au Teatro dell'Opera de Rome.
Elle a joué la Brunnhilde dans les productions nouvelles du Grand Théâtre de Genève, au Teatro Massimo Bellini de Catane et au Théâtre du Capitole de Toulouse. Au-delà elle chante la Brunnhilde (La Tétralogie) à Düsseldorf, au Staatsoper de Stuttgart, à Göteborg, Copenhague, au Teatro Maestranza de Séville, au Teatro La Fenice de Venise – mise en scène Robert Carsen -, au Deutsche Oper de Berlin, au Symphony Hall de Birmingham et en 2007 à l'Opéra municipal de Marseille.
Ses interprétations de Brunnhilde lui ont valu d’être nommée à plusieurs reprises « cantatrice de l’année » par le magazine allemand Opernwelt (en). 
En 2004, Janice Baird a remporté un vif succès en interprétant Ortrud (Lohengrin) à Bilbao et aussi Senta (Der fliegende Holländer) au Teatro Municipal de Santiago de Chile et comme Ariadne auf Naxos au Teatro Verdi à Trieste.
L’artiste, acclamée comme une actrice et cantatrice charismatique par l’audience et la presse[réf. nécessaire], a chanté Turandot à l’Opéra du Rhin (Strasbourg), au Teatro dell'Opera Rome, et en Avignon; Abigaille (Nabucco) à Mexico, Minnie dans la Fanciulla del West à Tel Aviv et Rome; et Lady Macbeth (Verdi) au Teatro de las Bellas Artes de Mexico, et à l'Opéra d'État Berlin.